# Руариньо
Рубенс Спер Руаро (порт.-браз. Rubens Sper Ruaro; 10 ноября 1928, Порту-Алегри — 30 октября 1986, Порту-Алегри), более известный под именем Руариньо (порт.-браз. Ruarinho) — бразильский футболист, полузащитник.

## Карьера
Рубиньо родился в семье, где было шестеро детей, четверо из которых стали профессиональными футболистами. Он начал свою карьеру в любительской, на тот момент, команде «Бамбала», одновременно работая, сначала учеником слесаря, а затем клерком в компании «Wigg & Cia Ltda». В 1944 году футболист стал играть за молодёжный состав «Крузейро», но за основу так и не сыграл. В 1949 году Рубиньо перешёл в «Интернасьонал», с которым выиграл два титула чемпиона штата Риу-Гранди-ду-Сул. В 1951 году полузащитник присоединился к «Ботафого». Дебютной игрой полузащитника стал матч 29 сентября против «Васко да Гамы» (1:1)Там он выступал 5 лет, после чего перешёл в состав «Палмейраса». 4 сентября 1955 года он дебютировал в составе команды в матче с «Сан-Паулу» (2:0). Всего за клуб он сыграл в 12 матчах. Уйдя за клуба, Рубиньо присоединился к «Гремио», дебютировав 29 апреля 1956 года в матче с «Коритибой» (5:1). За клуб он провёл три встречи. Затем он играл за «Жувентуде», затем играл за «Сан-Жозе» и «Фарропилью». Завершил карьеру Рубиньо в клубе «Сан-Кристован». Завершив игровую карьеру, он работал тренером, в 1963 году он работал с клубом «Пелотас».

## Достижения
- Чемпион штата Риу-Гранди-ду-Сул: 1950, 1951, 1956
- Победитель Панамериканского чемпионата: 1956

## Личная жизнь
Руариньо был женат на Розе